# Dactylorhiza renzii
Dactylorhiza renzii är en orkidéart som beskrevs av Helmut Baumann och Siegfried Künkele. Dactylorhiza renzii ingår i Handnyckelsläktet som ingår i familjen orkidéer.
Artens utbredningsområde är Turkiet. Inga underarter finns listade i Catalogue of Life.